# جيسي ويتن
جيسي ويتن (بالإنجليزية: Jesse Witten)‏ مواليد 15 أكتوبر 1982 في نيبلز، هو لاعب كرة مضرب أمريكي بدأ مسيرته كمحترف سنة 2005 يلعب باليد اليمنى ويحتل حالياً المرتبة رقم. 884 (9 نوفمبر 2015) في تصنيف رابطة محترفي كرة المضرب. أعلى تصنيف له في الفردي كان المركز الـ 163 في سنة 2010.

## وصلات خارجية
- جيسي ويتن على موقع رابطة محترفي التنس (الإنجليزية)
- جيسي ويتن على موقع الاتحاد الدولي لكرة المضرب (الإنجليزية)
- جيسي ويتن على موقع خلاصة التنس.كوم (الإنجليزية)
- جيسي ويتن على موقع إي إس بي إن.كوم (الإنجليزية)
- الموقع الرسمي